# Willem Hendrik Zwart
Willem Hendrik Zwart, (Zaandam 26 mei 1925 – Kampen, 29 april 1997) was een Nederlandse organist.
Willem Hendrik Zwart werd in Zaandam geboren als zoon van de organist Jan Zwart. Hij kreeg zijn eerste orgellessen van zijn vader. Later studeerde hij aan de conservatoria in Amsterdam en Utrecht bij Simon C. Jansen, George Stam, Willem Mudde en Stoffel van Viegen.
In 1945 werd hij benoemd als organist in Coevorden, nog tijdens zijn studie. Daarna volgde in 1952 een benoeming als organist van de Hervormde Sionskerk in Groningen. Van 1954 tot 1995 was hij organist van de  Bovenkerk in Kampen. Naast zijn werk als organist was hij ook actief als koordirigent. Van hem zijn verschenen verschillende bewerkingen van psalmen en geestelijke liederen en hij publiceerde boeken en artikelen over orgels en orgelmuziek. Zijn spel is op verschillende langspeelplaten en cd's vastgelegd.
In Kampen is een straat naar hem vernoemd, de Willem Hendrik Zwartallee.
- Biblioteca Nacional de España: XX5310820
- Gemeinsame Normdatei: 121379876
- International Standard Name Identifier: 0000 0000 4509 8698
- Library of Congress Control Number: n99040709
- MusicBrainz: c05cb7db-dfea-4389-93d9-2b3197f1093e
- Nationale Bibliotheek van Israël: 987012500946005171
- Nederlandse Thesaurus van Auteursnamen: 070597707
- Virtual International Authority File: 868136
- WorldCat: E39PBJcC44BMvMt9Y7BCWY6R8C